# Parco botanico Friuli-Cormor
Il parco botanico Friuli-Cormor, noto anche come parco del Cormor o parco botanico del Cormôr, è un parco comunale e un giardino botanico situato a Udine, in Friuli-Venezia Giulia.

## Storia
Il parco è stato creato tra il 1990-1993 dall'architetto Roberto Pirzio Biroli in un sito trascurato a nord-ovest del centro città. Si estende per 30 ettari, tra il torrente Cormor e l'autostrada A23, con fitte piantagioni di boschi, prati aperti, un belvedere, sentieri e stradine e un'area giochi per bambini.

## Specie

### Flora
- Prati stabili del tipo del magredo evoluto, contenente singolarmente fino a un centinaio di specie diverse[2]. Il taglio di questi prati avviene solitamente all’inizio di luglio, ripetuto a settembre durante le stagioni con estati piovose prima del riposo invernale. Per non modificare l’equilibrio - nella composizione e copertura - instaurato tra le diverse specie vegetali, non viene effettuato nessun tipo di concimazione
- Chrysopogon gryllus
- Orchidee selvatiche, tra cui Orchis morio, Orchis ustulata, Orchis tridentata, Ophrys apifera e Serapias vomeracea
- Garofanini selvatici delle specie Dianthus carthusianorum , Dianthus sanguineus e Dianthus monspessulanus
- Globularia punctata
- Euphorbia verrucosa
- Ornithogalum kochii
- Ranuncoli gialli, in particolare Ranunculus bulbosus e Ranunculus polyanthemos
- Salvia pratensis
- Filipendula vulgaris

### Fauna
- Entomofauna (farfalle, coleotteri e altro).
- Cerambicide Dorcadium arenarium, un insetto localmente minacciato di estinzione a causa della scomparsa del suo habitat, i prati stabili aridi